# Siddāpur
Siddāpur är en ort i Indien.   Den ligger i distriktet Uttar Kannada och delstaten Karnataka, i den sydvästra delen av landet, 1 600 km söder om huvudstaden New Delhi. Siddāpur ligger 592 meter över havet och antalet invånare är 14 769.
Terrängen runt Siddāpur är platt. Runt Siddāpur är det ganska tätbefolkat, med 116 invånare per kvadratkilometer. Det finns inga andra samhällen i närheten. Omgivningarna runt Siddāpur är en mosaik av jordbruksmark och naturlig växtlighet.